# İhsan Ketin
İhsan Ketin (* 10. April 1914 in Kayseri; † 16. Dezember 1995 in Istanbul) war ein türkischer Geologe. Er befasste sich insbesondere mit der Tektonik der Türkei und den Verwerfungen, die dort die Ursache von Erdbeben sind.

## Leben
Ketin studierte mit einem Stipendium Naturwissenschaften mit dem Schwerpunkt Geologie an der Humboldt-Universität zu Berlin und hat 1934 bei Hans Cloos an der Universität Bonn promoviert. 1938 wurde er Assistenzprofessor an der Universität Istanbul. 1953 wurde er Professor für Allgemeine Geologie in der Fakultät für Bergbauwissenschaft der Technischen Universität Istanbul. 1983 emeritierte er.
Als am 27. Dezember 1939 das große Erzincan-Erdbeben in der Türkei um die 33.000 Tote forderte, wandte er sich der Erdbebenforschung zu und untersuchte die auslösende Nordanatolische Verwerfung.
1988 erhielt er die Gustav-Steinmann-Medaille. Er war Ehrendoktor der Universität Bonn (1988), Ehrenmitglied der Geological Society of America und der Geological Society of London (1984). Außerdem war er Ehrenmitglied der türkischen Akademie der Wissenschaften. 1981 erhielt er den Hamit-Nafiz-Pamir-Preis der Geological Society of Turkey und 1981 den Wissenschaftspreis der TÜBITAK.

## Schriften
- Über Alter und Art der kristallinen Gesteine und Erzlagerstätten in Zentral Anatolien, Berg- und hüttenmännische Monatshefte, Band 104, 1959, S. 163–169.
- Über die magmatischen Erscheinungen in der Türkei,  Geol. Soc. Turkey Bull. 7, 1961, 16–32.
- Tectonic units of Anatolia (Asia Minor), Min. Res. Explor. Inst. Turkey (MTA) Bull. 66, 1966, 23–34.
- Über die nordanatolische Horizontalverschiebung. Min. Res. Explor. Inst. Turkey (MTA) Bull. 72, 1969, 1–28.
- Ein Vergleich zwischen der San Andreas Verwerfung und nordanatolischen Verwerfungen (türkisch), Geol. Soc. Turkey Bull. 19, 1971, 149–154.
- mit Celâl Şengör, Y. Yilmaz Remnants of pre-late jurassic ocean in northern Turkey: fragments of Permian-Triassic Paleo Tethys ?,  Geol. Soc. Am. Bull. 91, 1980, 599–609
- Geologie der Türkei (türkisch), Istanbul Technical University Publications, 1983 (Türkiye Jeolojisine Genel Bir Bakı)
- als Herausgeber Erciyes Dağı volkan topluluğunun jeoljik evrimi, Arkeoloji ve Sanat Yayınları, İstanbul 1995 (über den Vulkan Erciyes Dağı bei Kayseri)